# Parów

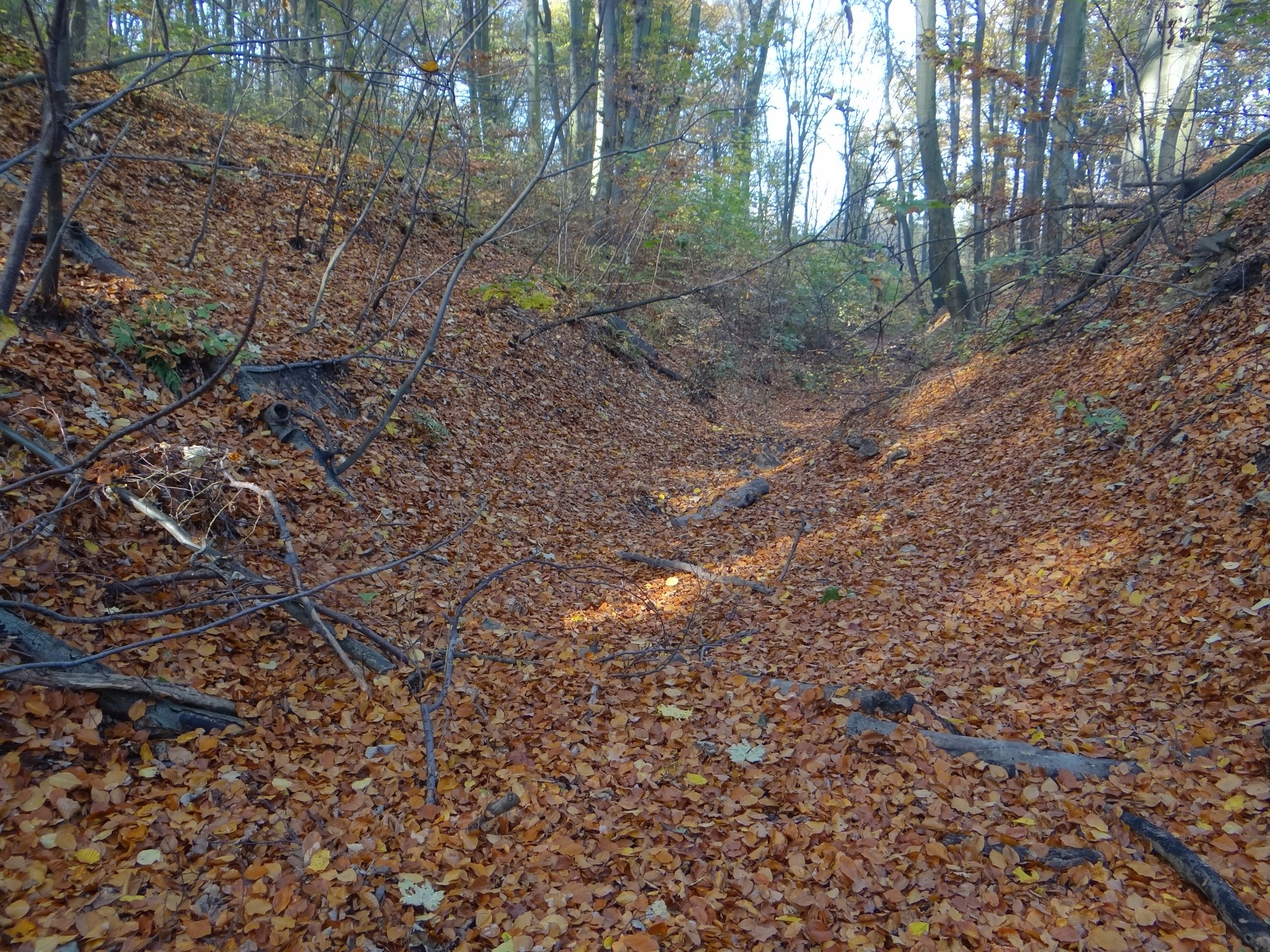
Parów Zielony Dół w Lesie Wolskim

Parów – rodzaj małej, suchej doliny o płaskim dnie i nachylonych zboczach. Powstaje poprzez przeobrażenie wąwozu podczas erozji. Wypełnia się wodą po intensywnych deszczach. Od wąwozu różni się mniej stromymi zboczami pokrytymi roślinnością.
Słowa arroyo, używanego również we współczesnym języku angielskim na określenie parowu, użyli po raz pierwszy Hiszpanie w roku 775, w odniesieniu do koryta rzecznego.